# Baseball League Austria
Die Baseball Bundesliga ist die 1. Baseball-Bundesliga in Österreich.
Bis 2012 wurde die damals noch Austria Baseball League (ABL) genannte Liga mit acht Teams gespielt. Ab der Saison 2013 wurde mit 6 Teams gespielt. Im Grunddurchgang wurde eine einfach Hin- und Rückrunde ausgetragen, wobei immer Doubleheader (2 Spiele hintereinander) bestritten, somit kam jedes Teams auf 20 Spielen. Die vier besten Teams bestritten im September die Staatsmeister-Play-Offs mit Halbfinale und Finale, die jeweils als eine Best-of-Seven Serie ausgetragen wurden.
Ab der Saison 2017 wurde die höchste Spielklasse auf 10 Teams erweitert und in zwei Divisions aufgeteilt: OST mit Stockerau Cubs, Diving Ducks, Vienna Metrostars, Vienna Wanderers und Traiskirchen Grasshoppers, WEST mit Attnang-Puchheim Athletics, Dornbirn Indians, Feldkirch Cardinals, Hard Bulls und Kufstein Vikings.
Neben einer Hin- und Rückrunde innerhalb der Divisions bestreitet jede Mannschaft auch einen Doubleheader gegen jede Mannschaft der anderen Division, die „Interdivision“-Spiele. Nach dem Grunddurchgang, der 13 Termine und somit 26 Spiele für jede Mannschaft vorsieht, folgen die Playoffs ebenfalls in einem neuen Format: Viertelfinale, Semifinale, Finale.
Im Viertelfinale treffen die zweitplatzierten jeder Division auf die jeweils drittplatzierten der anderen Division und spielen an einem Wochenende eine Best-of-Three Series. Erst im Semifinal steigen dann die Gewinner der beiden Division in die Playoffs ein, wo sie in einer Best-of-Five Serie auf die Sieger des Viertelfinales treffen.
Das Finale wurde, wie bis dahin auch, als Best-of-Seven Serie ausgetragen.
Seit 2023 besteht die Liga aus sieben Teams und die zwei Ost- und West-Divisionen wurden zu einer allgemeinen Division mit sämtlichen Teams. Die teams spielen jeweils zwei Doubleheader gegen einander, Heim und Auswärts, somit jedes Team 24 Spiele im Grunddurchgang zu spielen hat.
Das neue Playoff-Format besteht aus 2 Runden: Semifinale und Finale. Beide jeweils eine Best-of-Five Serie. Im Semifinale trifft das erstplatzierte Team des Grunddurchgangs auf das vierte Team sowie das zweite auf das dritte. 
Untergeordnet sind nun drei 2. Bundesligen (Ost, Mitte, West) und die Landesligen der sechs Landesverbände (Vorarlberg, Tirol, Oberösterreich, Steiermark, Niederösterreich und Wien).
Im Softball wird die Softball Bundesliga ausgetragen.

## Baseball-Bundesliga-Saison 2025
| - Dornbirn Indians - Hard Bulls - Schwechat Blue Bats - Traiskirchen Grasshoppers - Vienna Metrostars - Vienna Wanderers - Wiener Neustadt Diving Ducks |

## Ehemalige Clubs
- Stock City Cubs
- Attnang-Puchheim Athletics
- Feldkirch Cardinals